# St. Johannis (Hamburg-Harburg)

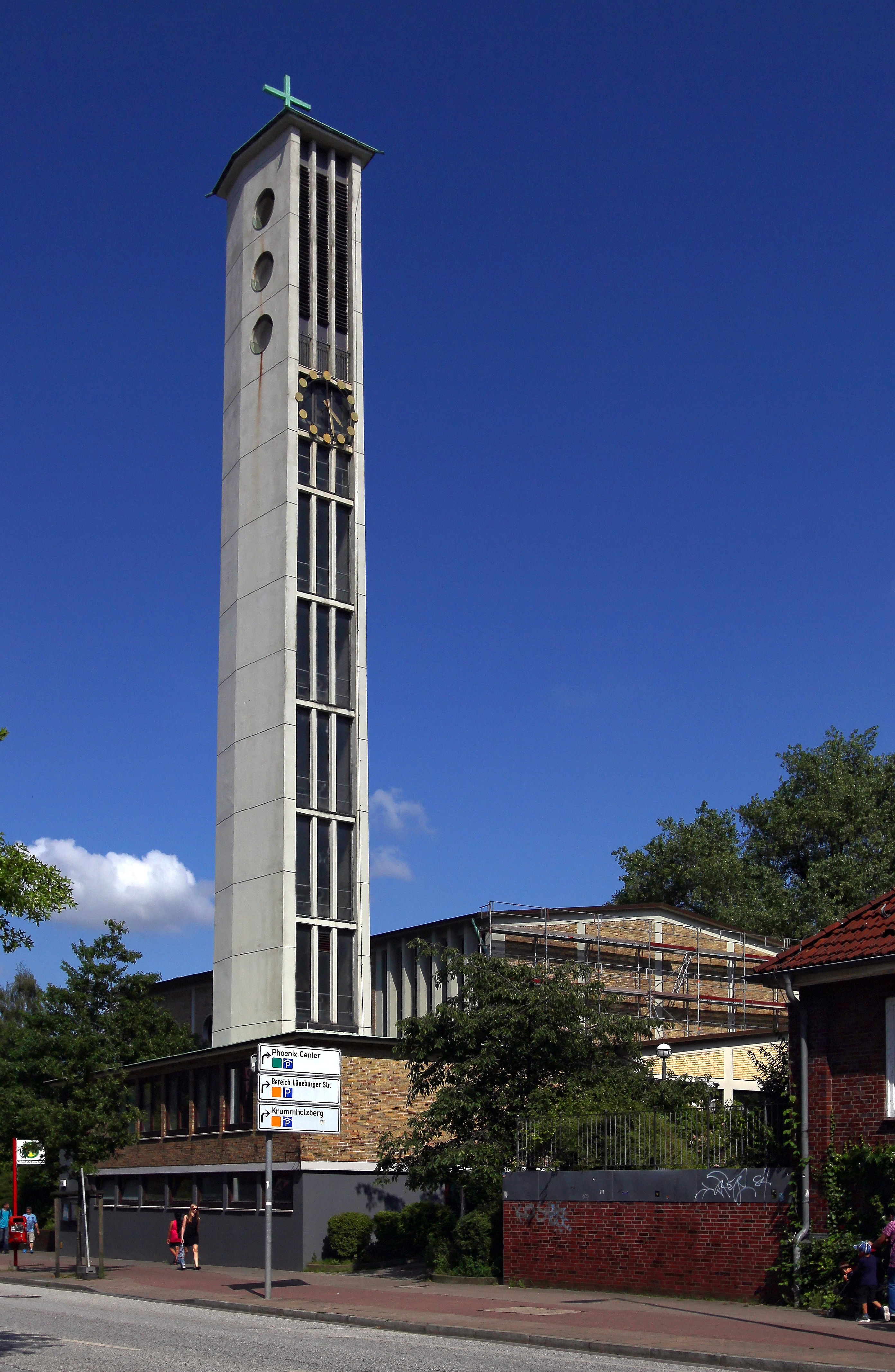
Ansicht von der Bremer Straße (mit dem Abriss des Turms wurde 2022 begonnen)

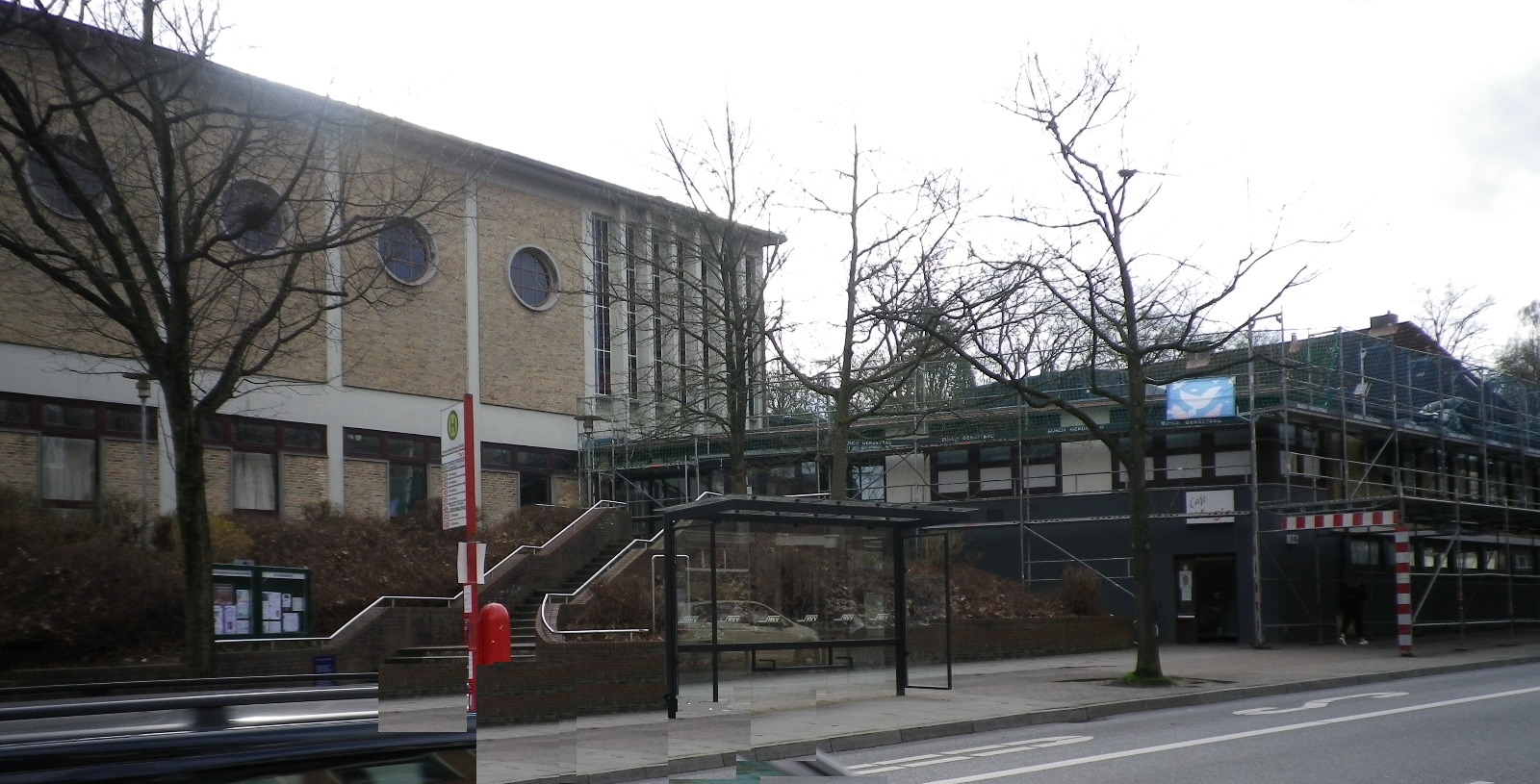
Die St Johannis Kirche in Harburg, nachdem der Turm abgerissen wurde (2024)

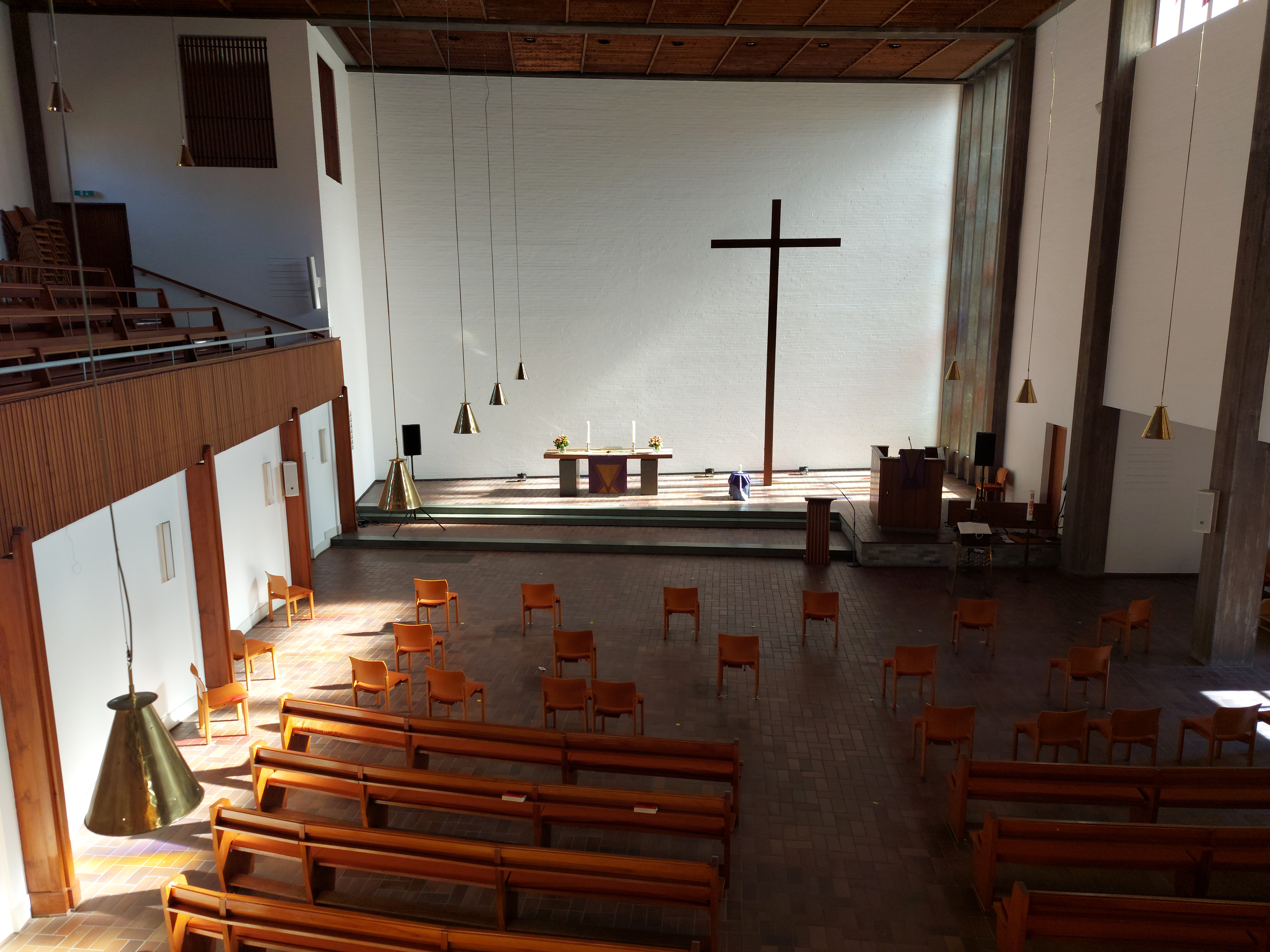
Innenraum 2022

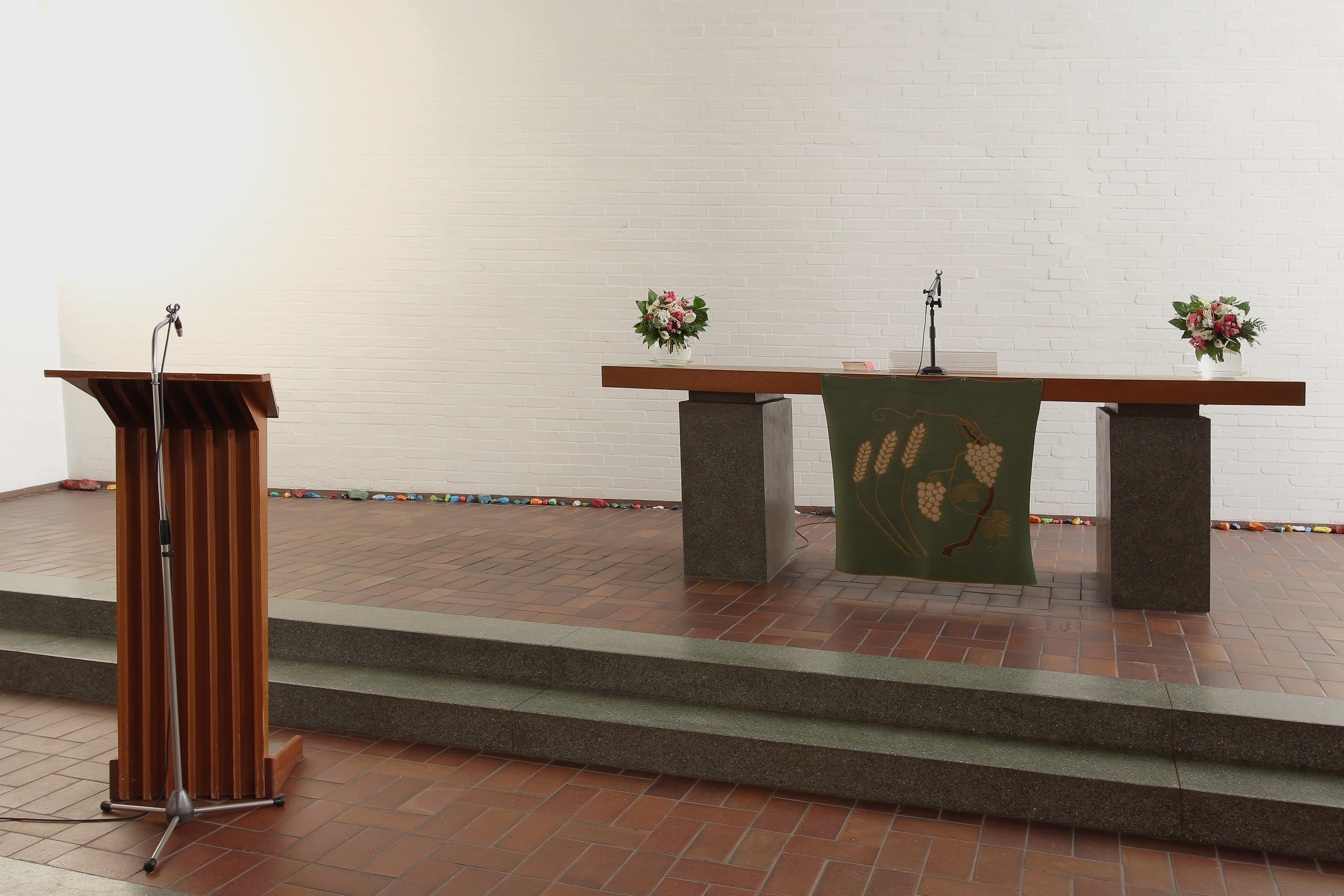
Altar und Lesepult

Die heutige St.-Johannis-Kirche in Hamburg-Harburg gilt als Hamburgs erster moderner Kirchenneubau nach dem Zweiten Weltkrieg, der auch internationale Beachtung fand.
Sie gehört zusammen mit der St.-Paulus-Kirche in Heimfeld, der Lutherkirche in Eißendorf und der Dreifaltigkeitskirche in Harburg zur Ev.-Luth. Kirchengemeinde Harburg-Mitte, die zum Kirchenkreis Hamburg-Ost der Evangelisch-Lutherischen Kirche in Norddeutschland gehört.

## Bau der Kirche
Mit einem Architektenwettbewerb im Jahr 1951 suchte die Gemeinde einen passenden Entwurf um die im November 1944 während des Zweiten Weltkriegs durch Bomben zerstörte neugotische Vorgängerkirche von 1892–1894 zu ersetzen. Den Wettbewerb gewannen die Pläne des Architekturbüros Karl Trahn, für die der Architekt Walter Gebauer hauptsächlich verantwortlich war.
Die Grundsteinlegung erfolgte am 25. Januar 1952, die Weihe am 14. November 1954 durch den Bischof Johannes Lilje bei einem Festgottesdienst an dem auch der Hamburger Bürgermeister Kurt Sieveking teilnahm.
Der asymmetrische Grundriss der Kirche war neu im Sakralbau Hamburgs und wurde in der Kirchengemeinde und darüber hinaus kontrovers diskutiert. Letztlich wurde er gegenüber den eher klassischen Entwürfen anderer Architekten (darunter Gerhard Langmaack, Werner Kallmorgen, und Hopp & Jäger) bevorzugt. Besondere Anerkennung fand die Einheit von Kanzel und Altar unter dem beherrschenden Kreuz, die ausgewogene asymmetrische Gestaltung des Innenraums sowie die klare Lichtführung.
Das ursprünglich für 850 Sitzplätze konzipierte Kirchenschiff ist vom 40 m hohen Turm und dem Gebäude für die Gruppenräume abgesetzt, aber mit diesen durch einen Laubengang verbunden. Der ganze Komplex liegt etwas über Straßenniveau, der Turm steht direkt an der Straßenflucht. Auf der Straßenseite hat das Kirchenschiff eine auffällige Reihe runder Fenster, große rechteckige Fenster liegen auf der anderen Gebäudeseite. Zur Straßenseite ist die Außenwand damit weitgehend geschlossen und schirmt den Verkehrslärm ab, zur Ostseite liegen die größeren Fensterflächen die den Blick in den Park hinter der Kirche freigeben.
Die Architektur und das Raumkonzept nehmen das Vorbild der Neuen Kirche in Zürich-Altstetten des Architekten Werner Max Moser auf.
Mit dem Abriss des Turms wegen Baufälligkeit wurde im Jahr 2022 begonnen.

## Ausstattung

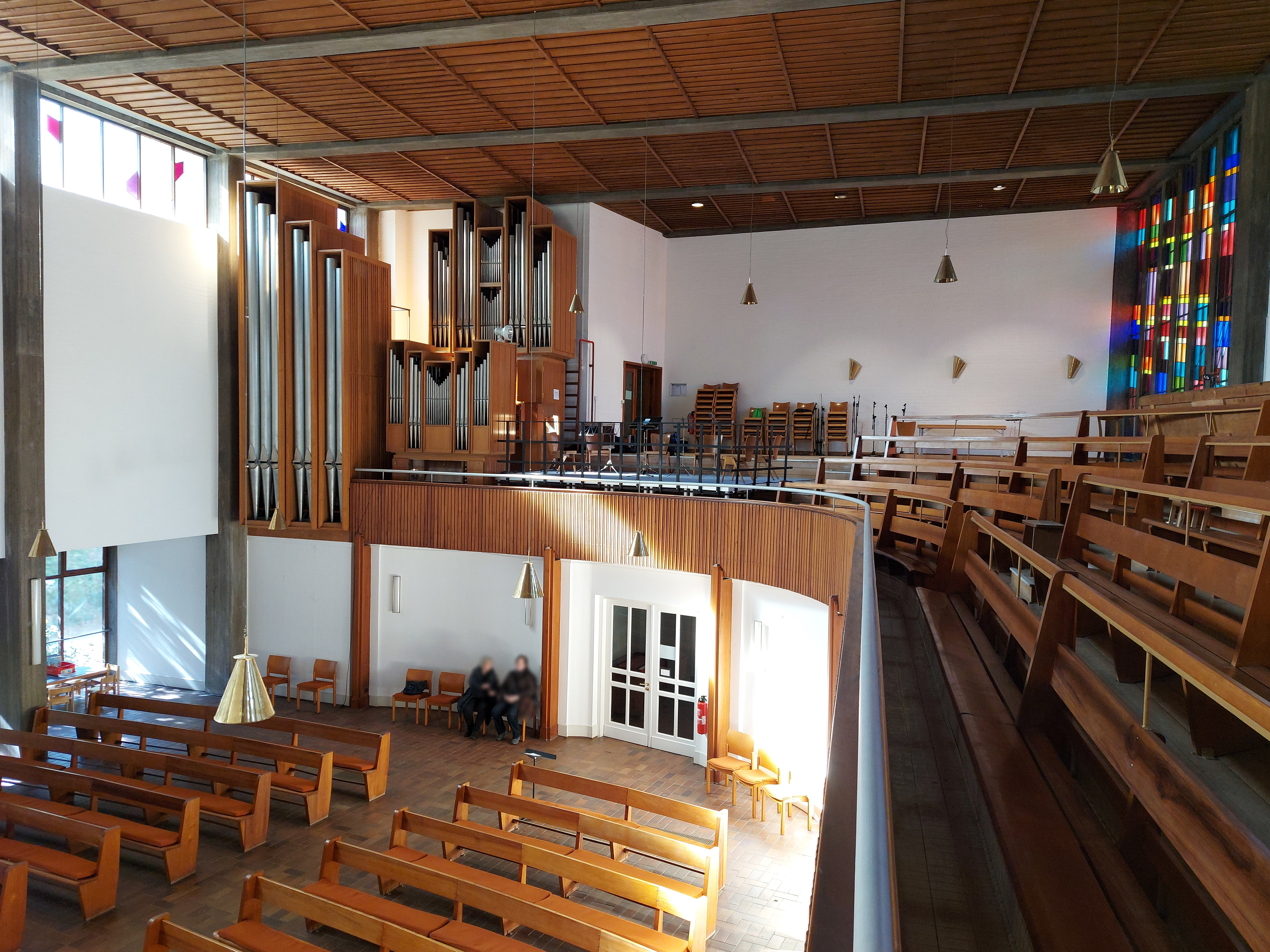
Geschwungene Westempore von der Nordempore aus gesehen

Im Innenraum führt ein geschwungener Gang auf ein freistehendes großes dunkles Kreuz, das vom Altar und Kanzel gerahmt wird. Die Lichtführung unterstützt diese kontrovers diskutierte Aufteilung, die die liturgischen Orte Altar und Kanzel in den Hintergrund treten lässt und das Kreuz als Mittelpunkt des Raumes betont.
Die Fenster wurden nach Entwürfen von Carl Ihrke in Antikglas ausgeführt. Auf der Ostseite eine fünfteilige ganzflächige Fensterwand mit farbigen Einzelscheiben, durch die das Licht der Morgensonne auf die weiß gestrichene Altarwand fällt. Daneben ein Fensterband direkt unter der Decke mit farbigen Einzelscheiben. An der Westseite zur Straße hin eine siebenflächige Fensterwand aus rechteckigen Buntglasscheiben und daneben sechs jeweils neungeteilte farbige Rundfenster mit farbigen Einzelscheiben.
„Die Gesamtwirkung des Innenraums wird durch die Proportionen, die schlichte weiße Altarwand und die Eigenfarben der wenigen Materialien zusammen mit der Lichtführung mit einzelnen kleinen Farbakzenten in den Glasfenstern bestimmt“, so Architekt Gebauer am 5. Juli 2012 in einem Vortrag in der St. Johanniskirche Harburg.
Neue Nutzungskonzepte erforderten 1993 einen Umbau nach Plänen von W. Marquordt unter der Leitung von Hans Schoop. Dabei wurde der nicht mehr für Sitzbänke benötigte Platz unter den Emporen abgetrennt und für andere Nutzungen der Gemeinde umgebaut. Das ursprünglich von Walter Gebauer beabsichtigte Spannungsfeld zwischen gerader Ostwand und geschwungener freistehender Empore auf der Westseite ist heute kaum noch erkennbar.

## Glocken
Im Turm hängen fünf Bronzeglocken aus der Gießerei Rincker die 1954 aus Spenden der Gemeindemitglieder angeschafft werden konnten.
| Nr. | Name | Durchmesser (mm) | Masse (kg) | Schlagton | Inschrift                                                    |
| 1   |      | 1079             | 739        | g1        | Gedenket der Opfer 1914/18 1939/45                           |
| 2   |      | 968              | 528        | as1       | Gestiftet von Gliedern der St. Johannisgemeinde Hbg.-Harburg |
| 3   |      | 860              | 370        | ces1      | (Joh 3,16 )                                                  |
| 4   |      | 806              | 302        | c2        | Gott ist Liebe (1 Joh 4,8 )                                  |
| 5   |      | 714              | 227        | es2       | Gestiftet von Gliedern der St. Johannisgemeinde Hbg.-Harburg |

## Orgel

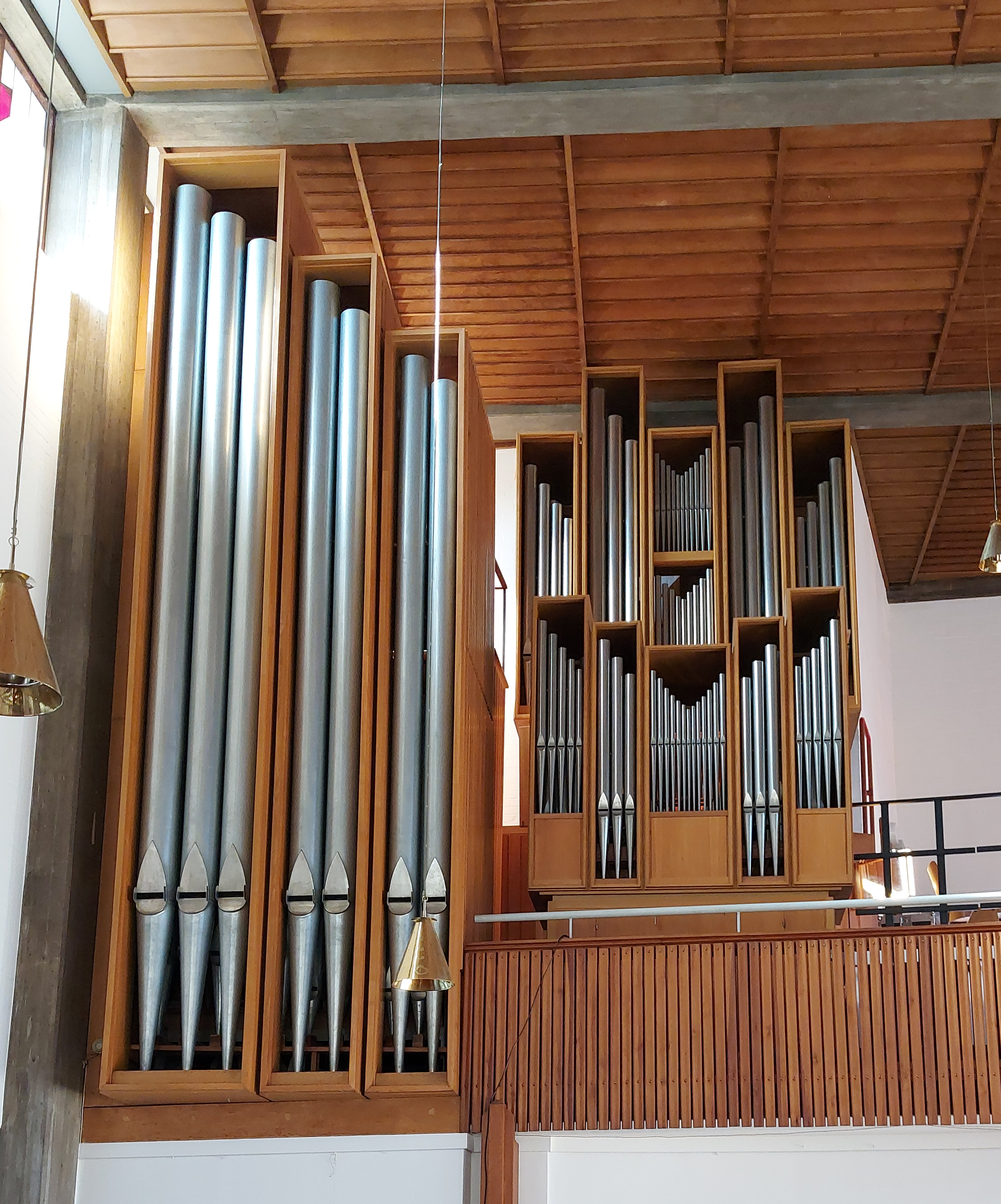
Orgelprospekt

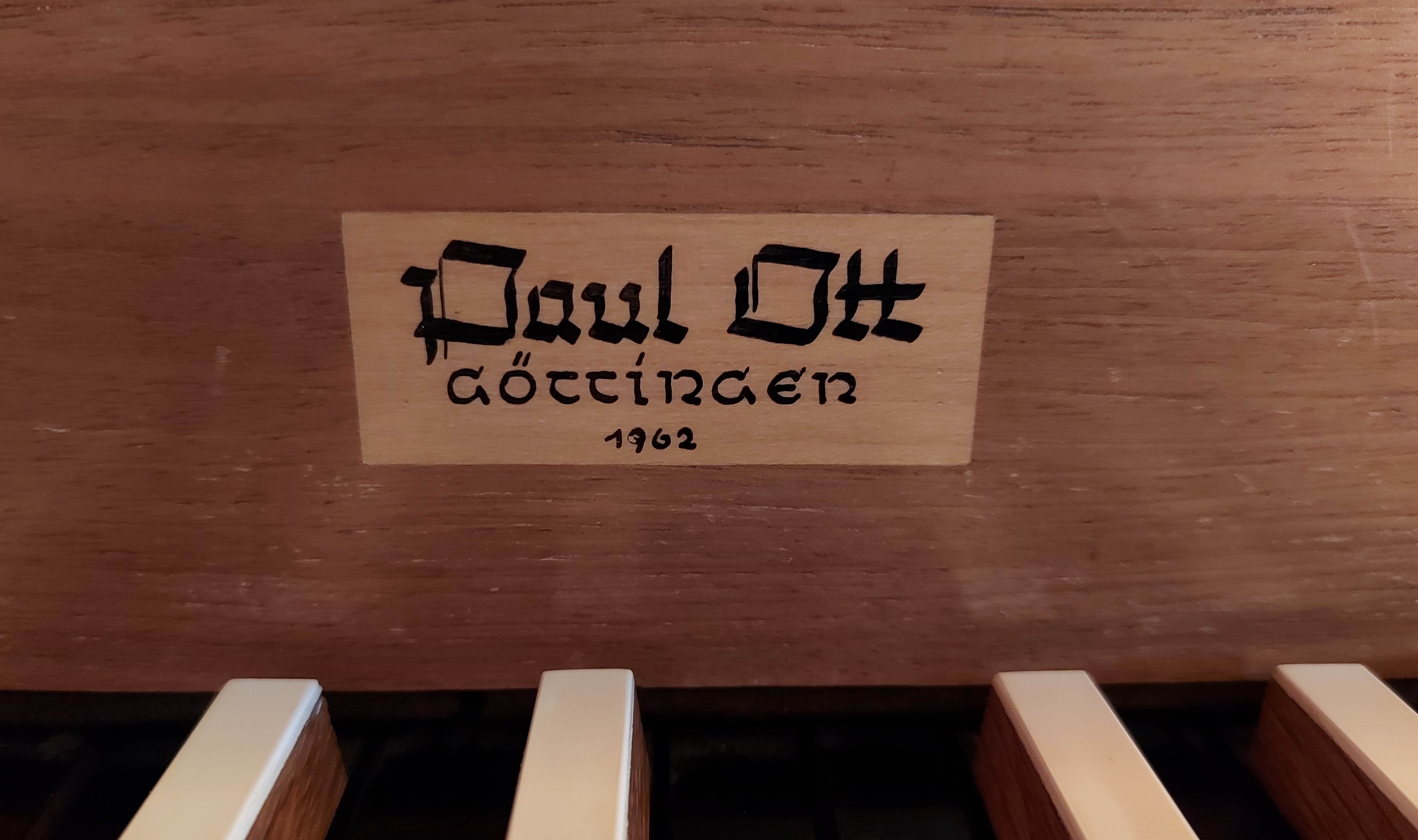
Firmenschild am Hauptspielschrank

Die Orgel, eine mechanische Schleifladenorgel mit vier Werken, wurde 1962 von der Göttinger Orgelbauwerkstatt Paul Ott gebaut. Der Orgelbauer Kurt Quathamer führte im Jahr 2006 eine Generalüberholung durch, die auch eine Neuintonation des Werks beinhaltete. Außerdem wurde ein Ausgleich der Winddrücke der Werke herbeigeführt und die Terzzimbel des Hauptwerks in eine Oktave 2' umgearbeitet, wobei allerdings die Bezeichnung am Spieltisch nicht geändert wurde. Die Orgel besitzt folgende Disposition:
| I Rückpositiv C–g3 |                 |       |
| 1.                 | Gedackt         | 8′    |
| 2.                 | Quintadena      | 8′    |
| 3.                 | Prinzipal       | 4′    |
| 4.                 | Koppelflöte     | 4′    |
| 5.                 | Oktave          | 2′    |
| 6.                 | Gemsquinte      | 1 ⁄3′ |
| 7.                 | Sifflöte        | 1′    |
| 8.                 | Sesquialtera II |       |
| 9.                 | Scharff III–IV  |       |
| 10.                | Dulcian         | 16′   |
| 11.                | Vox Humana      | 8′    |
|                    | Tremulant       | -     |

| II Hauptwerk C–g3 |                 |     |
| 12.               | Quintadena      | 16′ |
| 13.               | Prinzipal       | 8′  |
| 14.               | Hohlflöte       | 8′  |
| 15.               | Oktave          | 4′  |
| 16.               | Querflöte       | 4′  |
| 17.               | Nasat           | 3′  |
| 18.               | Spitzflöte      | 2′  |
| 19.               | Rauschpfeife II |     |
| 20.               | Mixtur IV–VI    |     |
| 21.               | Terzzimbel III  |     |
| 22.               | Trompete        | 8′  |

| III Brustwerk C–g3 |             |       |
| 23.                | Holzgedackt | 8′    |
| 24.                | Blockflöte  | 4′    |
| 25.                | Prinzipal   | 2′    |
| 26.                | Quinte      | 1 ⁄3′ |
| 27.                | Septime     | 1 ⁄7′ |
| 28.                | Terzian II  |       |
| 29.                | Zimbel III  |       |
| 30.                | Krummhorn   | 8′    |
|                    | Tremulant   |       |

| Pedal C–f1 |           |     |
| 31.        | Prinzipal | 16′ |
| 32.        | Subbaß    | 16′ |
| 33.        | Oktave    | 8′  |
| 34.        | Gedackt   | 8′  |
| 35.        | Oktave    | 4′  |
| 36.        | Nachthorn | 2′  |
| 37.        | Mixtur V  |     |
| 38.        | Posaune   | 16′ |
| 39.        | Trompete  | 8′  |
| 40.        | Trompete  | 4′  |

- Koppeln: I/II, II/III, I/P, II/P, III/P

## Ehemaliger Friedhof
Das Kirchengelände grenzt direkt an den ehemaligen Harburger Friedhof, der bereits zur Bauzeit der neuen Kirche stillgelegt war. Zu dem Zeitpunkt bestanden zwar schon Überlegungen, den Friedhof anders zu nutzen, diese führten aber erst nach den 1990er-Jahren zur Umwandlung in den heute bestehenden Park.

## Fotografien und Karte
Koordinaten: 53° 27′ 28″ N, 9° 58′ 52″ O

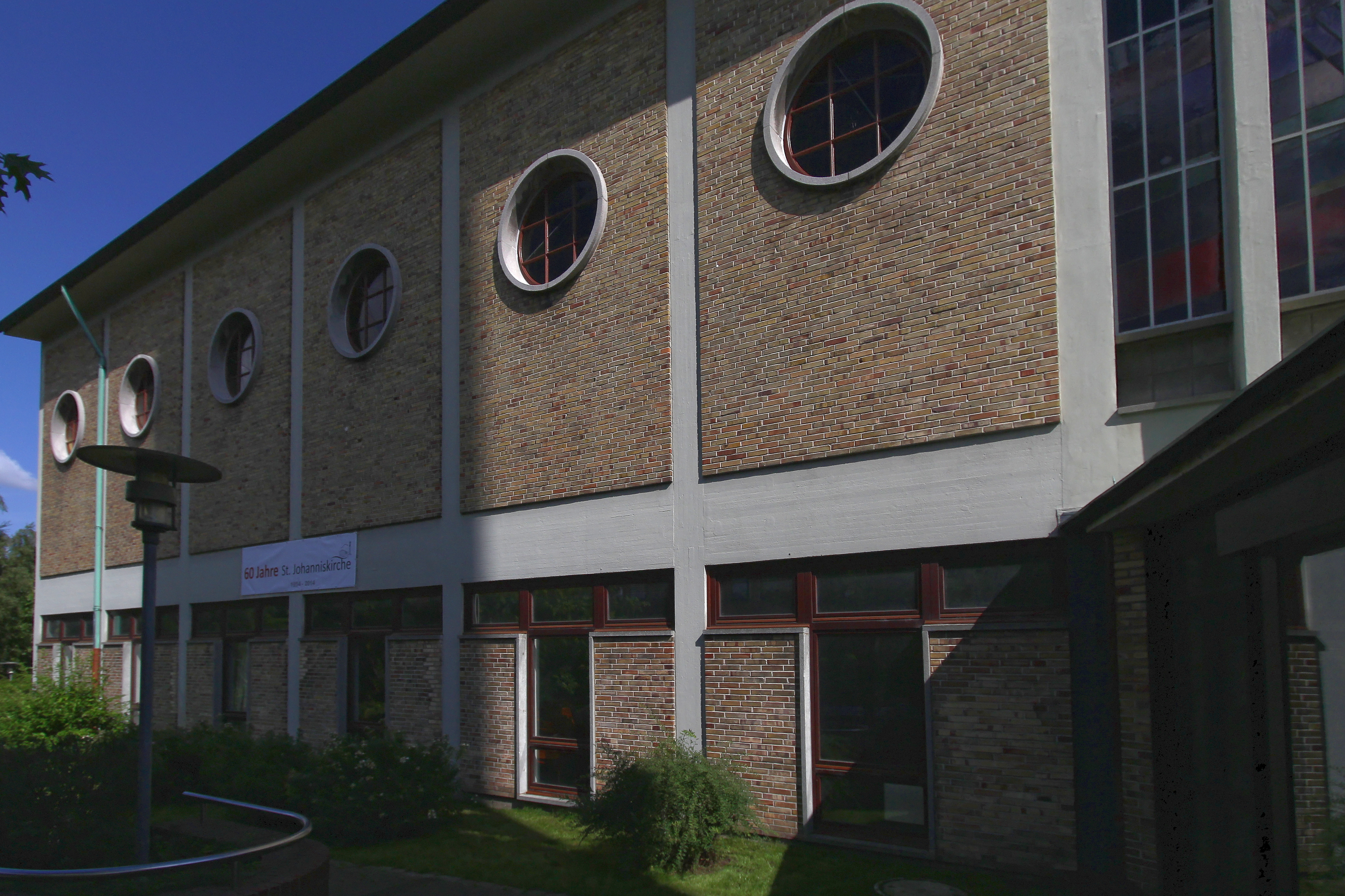
Fassade zur Straßenseite
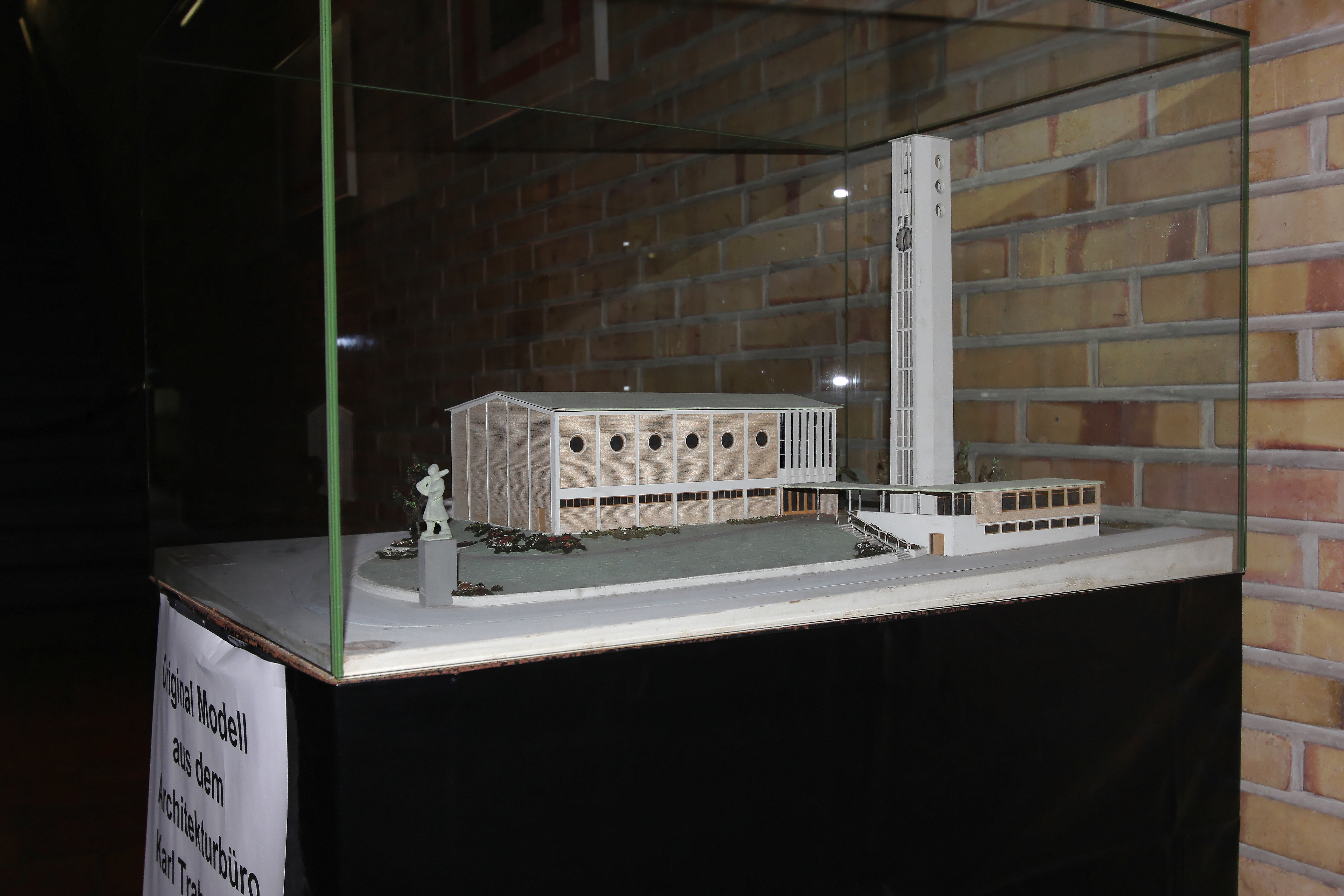
Architekturmodell
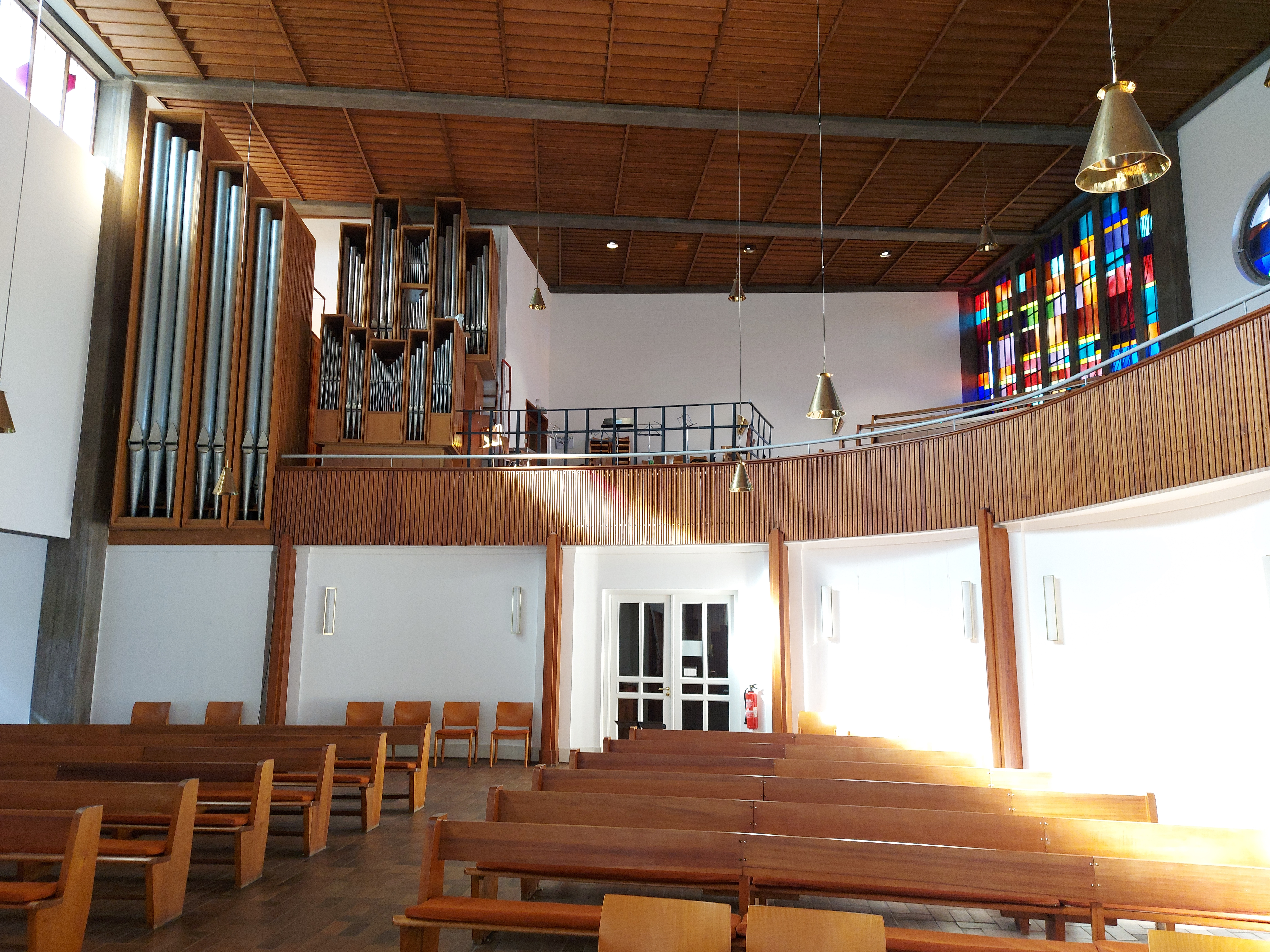
Geschwungene Emporenanlage aus dem Kirchenschiff gesehen
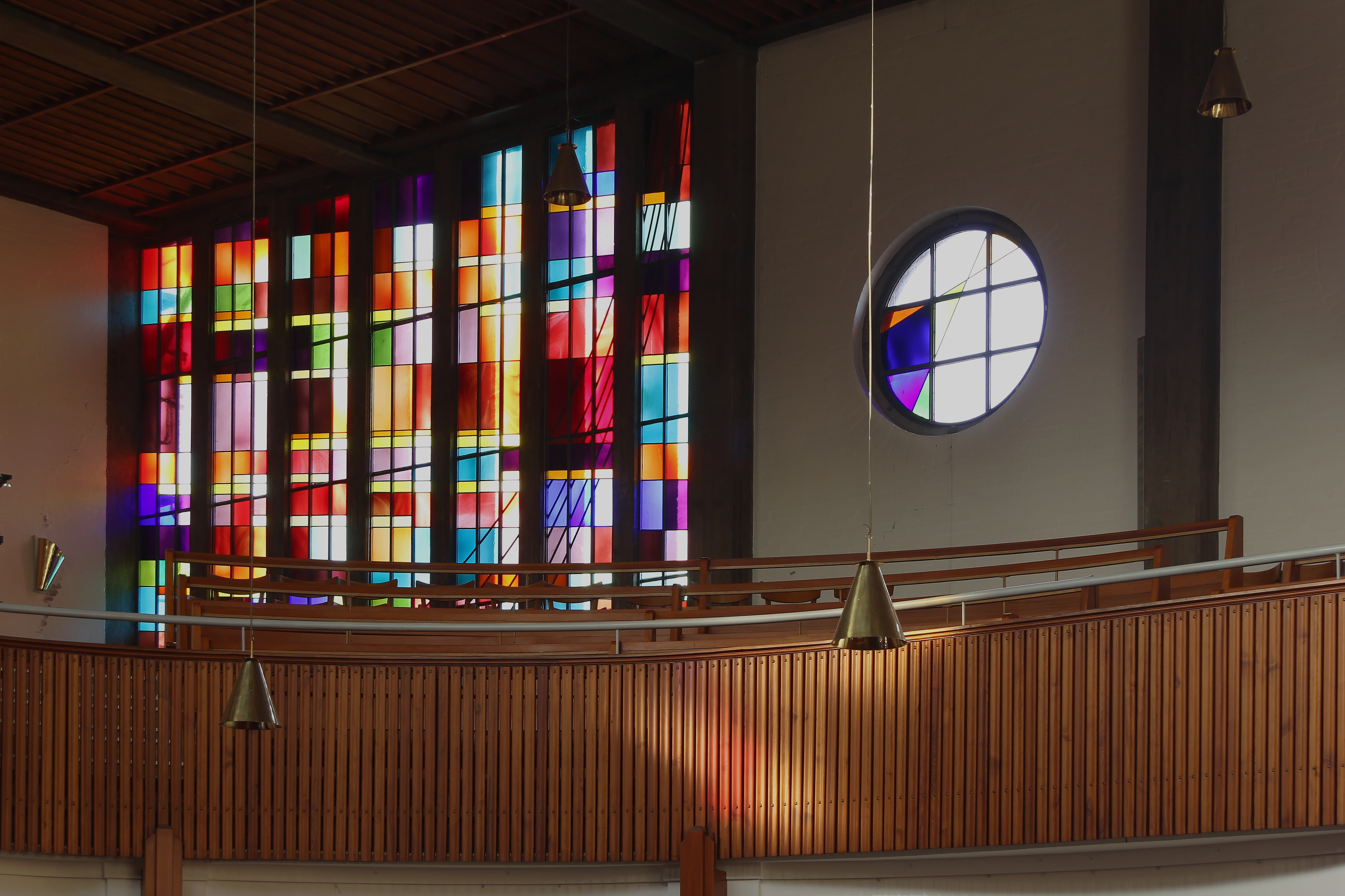
Westfenster und Empore
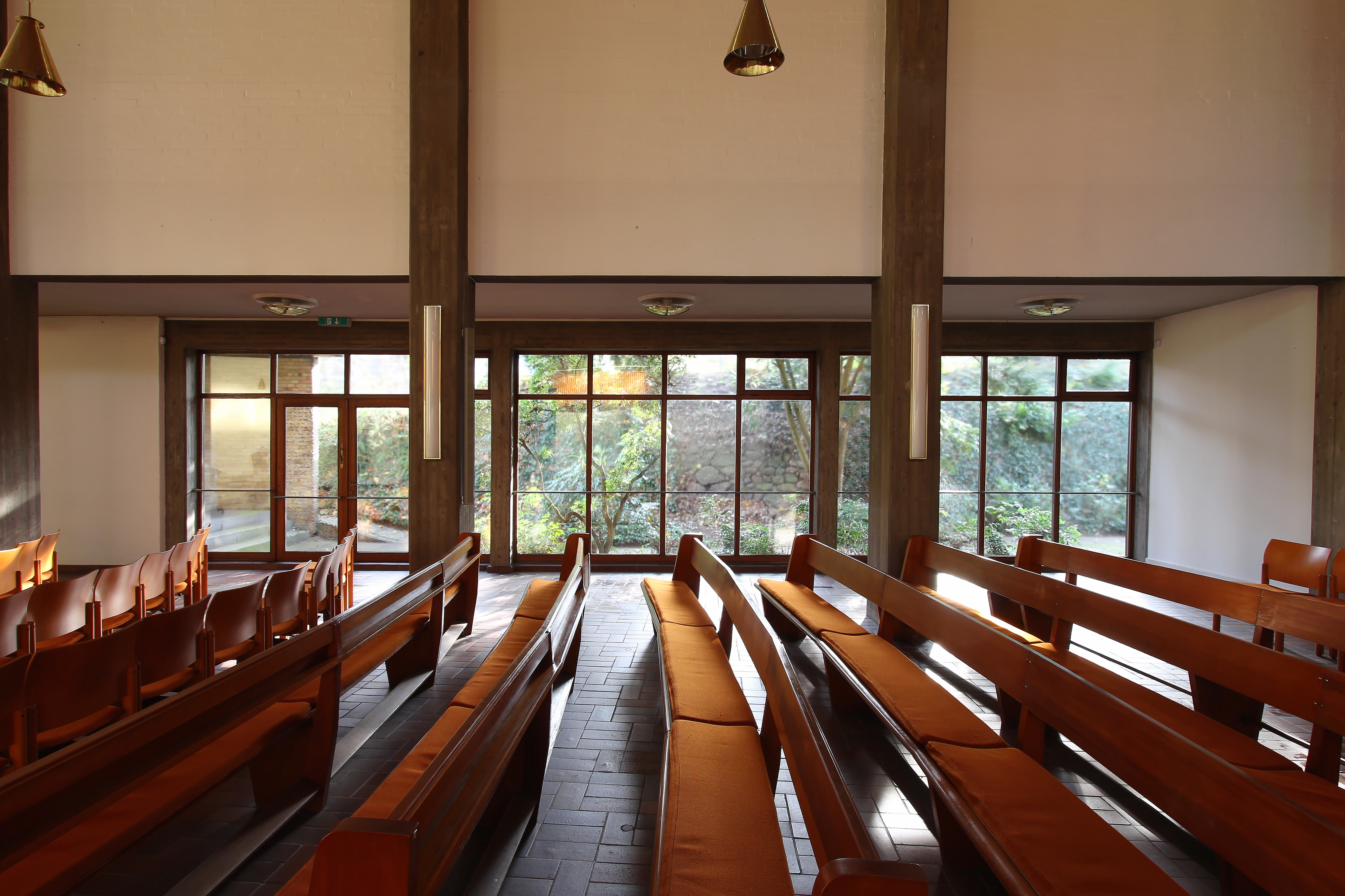
Ostwand, Blick in den Park
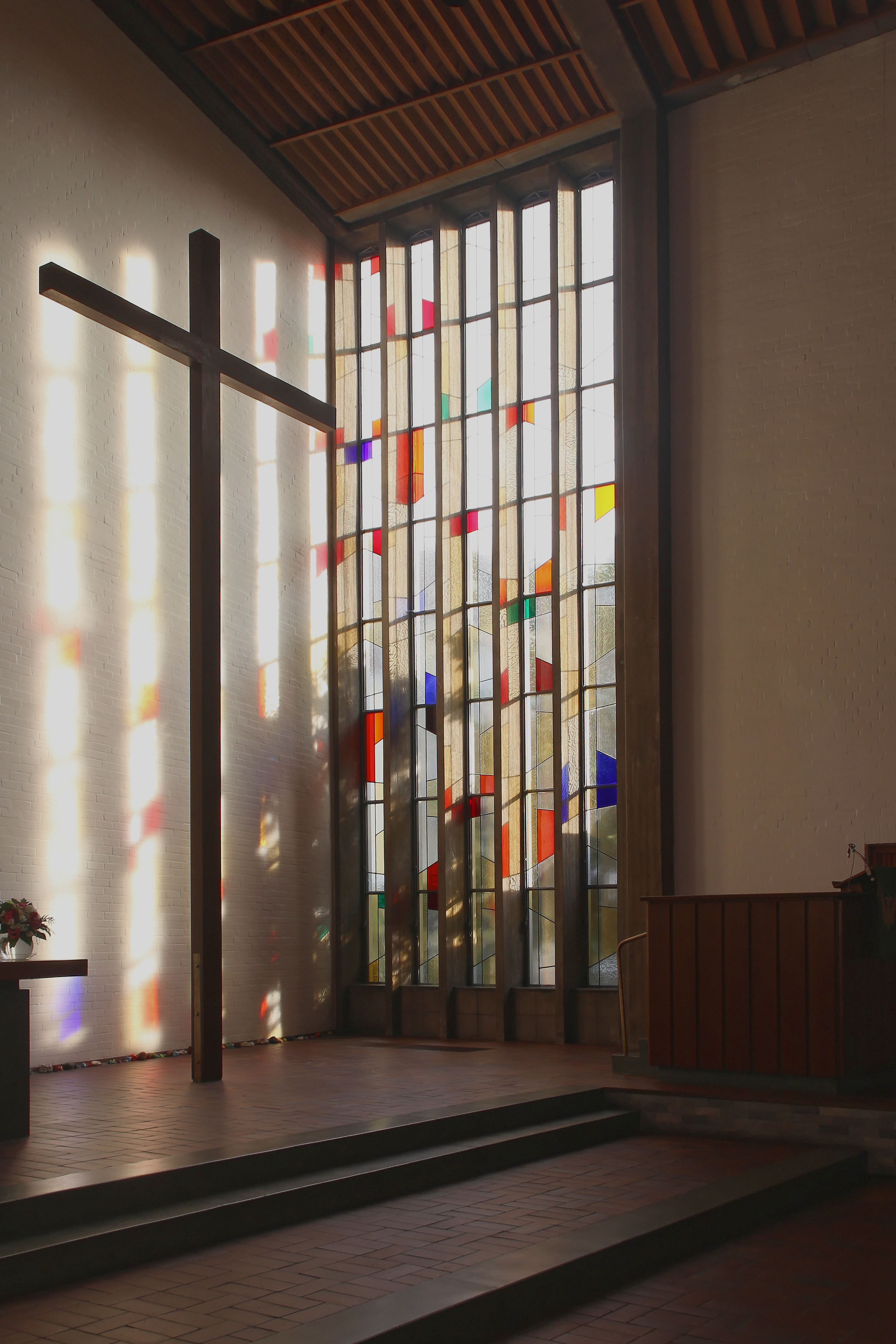
Kreuz und Altarfenster